# Leslie Marmon Silko
Leslie Marmon Silko (* 5. März 1948 in Albuquerque, New Mexico) ist eine indianisch-amerikanische Schriftstellerin.

## Leben
Leslie Marmon Silko ist Tochter einer mexikanisch-anglo-amerikanisch-indianischen Familie und wuchs im Laguna-Reservat auf, wo sie einige Jahre land die lokale indianische Schule besuchte. Später ging sie auf eine katholische Schule in Albuquerque. Nach der High School studierte sie Jura an der University of New Mexico und lehrte an Universitäten in Alaska, New Mexico und Arizona.
Sie veröffentlichte 1969 ihre ersten beiden Erzählungen Tony's Story und The Man to Send Rain Clouds. 1974 publizierte sie ihr erstes Buch Laguna Women Poems.
Ihre Romane greifen zahlreiche Motive aus der Erzähltradition der Pueblo-Indianer auf. Sie selbst erklärt, mit den Geschichten ihrer Großmutter und anderer Reservatsbewohnerinnen höheren Alters aufgewachsen zu sein.
Sie lebt in Tucson, Arizona.
1981 war sie MacArthur Fellow. 2001 wurde sie in die American Academy of Arts and Sciences gewählt, 2021 in die American Academy of Arts and Letters.

## Werke
- Vorwort zu Circle of Nations – deutsch: Hüter der Weisheit, Frederking & Thaler 1993
- Garden in the Dunes (1999) – deutsch: Gärten in der Wüste, Frankfurt am Main (2000), ISBN 3-8077-0217-2
- Love poem and Slim Man Canyon (1996)
- Yellow Woman and a Beauty of the Spirit: Essays on Native American Life Today (1996)
- Sacred Water: Narratives and Pictures (1993)
- Yellow Woman (1993)
- Almanac of the Dead (1991) – deutsch: Almanach der Toten, Frankfurt am Main (1995), ISBN 3-453-12530-4
- The Delicacy and Strength of Lace: Letters by Leslie Marmon Silko & James Wright (1986)
- Storyteller (1981)
- Western Stories (1980)
- Ceremony (1977) – deutsch: Gestohlenes Land wird ihre Herzen fressen (1981) ISBN 3-293-20082-6
- Laguna Women: Poems (1974)